# Linter
Linter är en kommun i Belgien.   Den ligger i provinsen Flamländska Brabant och regionen Flandern, i den centrala delen av landet, 50 km öster om huvudstaden Bryssel. Antalet invånare är 7 103. Linter gränsar till Tienen.
Trakten runt Linter består till största delen av jordbruksmark. Runt Linter är det ganska tätbefolkat, med 248 invånare per kvadratkilometer.